# 멱집합

하세 도형으로 표현한 의 멱집합

집합론에서 멱집합(冪集合, 영어: power set)은 주어진 집합의 모든 부분 집합들로 구성된 집합이다.

## 정의
집합 {\displaystyle X}의 멱집합 {\displaystyle {\mathcal {P}}(X)} 또는 {\displaystyle 2^{X}}는 {\displaystyle X}의 모든 부분 집합들로 구성된 집합이다. 즉, 이는 다음과 같다.
{\displaystyle {\begin{aligned}{\mathcal {P}}(X)&=\{S|S\subseteq X\}\\&=\{S|\forall s\in S\colon s\in X\}\end{aligned}}}
선택 공리를 추가한 체르멜로-프렝켈 집합론(ZFC)의 멱집합 공리(영어: axiom of power set)는 다음과 같은 명제이다.
- 임의의 집합 {\displaystyle X}에 대하여, 다음 조건을 만족시키는 집합 {\displaystyle {\mathcal {Y}}}가 존재한다.
  - 임의의 집합 {\displaystyle S}에 대하여, 만약 (임의의 {\displaystyle s\in S}에 대하여 {\displaystyle s\in X})라면, {\displaystyle S\in {\mathcal {Y}}}이다.

이는 ZFC의 공리이며, 특히 참이다. 멱집합 공리 및 다른 ZFC 공리들로부터, 임의의 집합 {\displaystyle X}의 멱집합의 존재를 다음과 같이 증명할 수 있다. 위 조건을 만족시키는 집합 {\displaystyle {\mathcal {Y}}}를 잡자. 그렇다면, 분류 공리꼴에 따라, 다음과 같은 집합을 정의할 수 있다.
{\displaystyle {\mathcal {Y}}'=\{S\in {\mathcal {Y}}|\forall s\in S\colon s\in X\}}
또한, {\displaystyle {\mathcal {Y}}}의 선택에 따라, {\displaystyle {\mathcal {Y}}'}는 {\displaystyle X}의 멱집합을 이룬다. 확장 공리에 따라, 임의의 집합의 멱집합은 유일하다.

## 성질

### 크기
집합 {\displaystyle X}의 멱집합 {\displaystyle {\mathcal {P}}(X)}의 크기는
{\displaystyle |{\mathcal {P}}(X)|=2^{|X|}}
이다. 여기서 {\displaystyle |X|}는 {\displaystyle X}의 크기를 나타내며, {\displaystyle 2^{|X|}}는 기수의 거듭제곱을 나타낸다. 만약 {\displaystyle X}가 유한 집합일 경우, {\displaystyle |X|}는 ({\displaystyle X}의 원소 개수를 나타내는) 자연수이며, 기수의 거듭제곱 연산은 자연수의 거듭제곱 연산과 일치한다. 특히, 유한 집합의 멱집합은 유한 집합이다.
다음과 같은 부등식이 성립한다.
{\displaystyle |{\mathcal {P}}(X)|=2^{|X|}\geq |X|^{+}>|X|}
여기서 {\displaystyle |X|^{+}}는 {\displaystyle |X|}보다 큰 최소의 기수이다 (선택 공리를 가정하면 이는 항상 존재한다). 이를 칸토어 정리라고 한다. 이에 따라, 멱집합 {\displaystyle {\mathcal {P}}(X)}의 크기는 항상 원래 집합 {\displaystyle X}의 크기보다 크다. 특히, {\displaystyle X}가 가산 무한 집합인 경우 {\displaystyle 2^{\aleph _{0}}\geq \aleph _{1}}이다. 명제 {\displaystyle 2^{\aleph _{0}}=\aleph _{1}}는 연속체 가설이라고 부른다. 연속체 가설과 그 부정 모두 ZFC에서 증명할 수 없다.

### 순서론적 성질
집합 {\displaystyle X}의 멱집합은 부분 집합 관계에 대하여 완비 불 대수 {\displaystyle ({\mathcal {P}}(X),\subseteq )}를 이룬다. 최소 원소는 공집합 {\displaystyle \varnothing \in {\mathcal {P}}(X)}, 최대 원소는 원래의 집합 {\displaystyle X\in {\mathcal {P}}(X)}, 이음은 합집합 {\displaystyle \cup }, 만남은 교집합 {\displaystyle \cap }이다. 또한, 임의의 부분 집합 {\displaystyle {\mathcal {S}}\subseteq {\mathcal {P}}(X)}의 상한은 합집합
{\displaystyle \bigcup {\mathcal {S}}=\bigcup _{S\in {\mathcal {S}}}S\in {\mathcal {P}}(X)}
으로 주어지며, 하한은 교집합
{\displaystyle \bigcap {\mathcal {S}}=\bigcap _{S\in {\mathcal {S}}}S\in {\mathcal {P}}(X)}
으로 주어진다 ({\displaystyle \textstyle \bigcap \varnothing =X}).

### 함자성
멱집합과 상은 집합의 범주 {\displaystyle \operatorname {Set} } 위의 함자
{\displaystyle \operatorname {Set} \to \operatorname {Set} }
{\displaystyle X\to {\mathcal {P}}(X)}
{\displaystyle (f\colon X\to Y)\mapsto (S\mapsto f(S))}
를 이룬다. 멱집합과 원상은 함자
{\displaystyle \operatorname {Set} ^{\operatorname {op} }\to \operatorname {Set} }
{\displaystyle X\to {\mathcal {P}}(X)}
{\displaystyle (f\colon X\to Y)\mapsto (T\mapsto f^{-1}(T))}
를 이룬다.

## 예
공집합의 멱집합은 공집합을 원소로 가지는 한원소 집합이다.
{\displaystyle {\mathcal {P}}(\varnothing )=\{\varnothing \}}
한원소 집합 {\displaystyle \{x\}}은 공집합과 자기 자신을 부분 집합으로 하므로 그 멱집합은
{\displaystyle {\mathcal {P}}(\{x\})=\{\varnothing ,\{x\}\}}
이다.
두원소 집합 {\displaystyle \{a,b\}}의 부분 집합들은 정확히 다음과 같다.
- {\displaystyle \varnothing }
- {\displaystyle \{a\}}
- {\displaystyle \{b\}}
- {\displaystyle \{a,b\}}

따라서 그 멱집합은
{\displaystyle {\mathcal {P}}(\{a,b\})=\{\varnothing ,\{a\},\{b\},\{a,b\}\}}
이다.
세원소 집합 {\displaystyle \{a,b,c\}}의 부분 집합들은 정확히 다음과 같다.
- {\displaystyle \varnothing }
- {\displaystyle \{a\}}
- {\displaystyle \{b\}}
- {\displaystyle \{c\}}
- {\displaystyle \{a,b\}}
- {\displaystyle \{a,c\}}
- {\displaystyle \{b,c\}}
- {\displaystyle \{a,b,c\}}

따라서 그 멱집합은
{\displaystyle {\mathcal {P}}(\{a,b,c\})=\{\varnothing ,\{a\},\{b\},\{c\},\{a,b\},\{a,c\},\{b,c\},\{a,b,c\}\}}
이다.

## 같이 보기
- 베트 수